# زلاتان إبراهيموفيتش
زلاتان إبراهيموفيتش (التلفظ السويدي: ‎[ˈslǎːtan ɪbraˈhǐːmovɪtɕ]‏؛ تلفظ بوسني: [zlǎtan ibraxǐːmoʋitɕ]؛ مواليد 3 أكتوبر 1981) لاعب كرة قدم سويدي سابق لعب مهاجمًا لعديد الأندية آخرها نادي إيه سي ميلان في الدوري الإيطالي. كان مهاجمًا من الطراز الرفيع ويسجل الأهداف بغزارة واشتهر بأسلوب لعبه المبدع والقوة وقدرته في الكرات الهوائية ودقة تسديداته القوية. وقد اُعتُبِر ثالث أكثر لاعب كرة القدم نشط يملك ألقاب جماعية في العالم، بعد حصوله على 32 بطولة في مسيرته. وقد سجل أكثر من 570 هدفًا في مسيرته المهنية، بما في ذلك أكثر من 500 هدف مع الأندية، وسجل في كل من العقود الأربعة الماضية.
بدأ إبراهيموفيتش مسيرته الكروية في نادي مالمو في أواخر التسعينات، ثم وقع لنادي أياكس حيث صنع سمعة جيدة كلاعب محترف مع المدرب رونالد كومان. انتقل لاحقاً إلى يوفنتوس وقد نال شهرة واسعة في الدوري الإيطالي بسبب شراكة مع دافيد تريزيغيه، قبل انضمامه إلى غريمه المحلي إنتر ميلان في عام 2006، حيث تم اختياره ضمن تشكيلة الاتحاد الأوربي لكرة القدم خلال العام في عامي 2007 و2009. وبالإضافة إلى ذلك، سينهي إبراهيموفيتش صدارة قائمة هدافي الدوري الإيطالي لموسم 2008–09، ويفوز بثلاث دوري له على التوالي. في صيف عام 2009، انتقل إلى برشلونة في واحدة من أغلى عمليات الانتقال في العالم آنذاك، قبل أن يعود إلى إيطاليا في الموسم التالي، لينضم إلى ميلان في صفقة جعلت منه واحدا من اللاعبين الأعلى أجرا في العالم. فاز بلقب دوري آخر مع ميلان في موسم 2010–11، قبل أن ينضم إلى باريس سان جيرمان في يوليو 2012. خلال فترة إقامته في فرنسا لمدة أربعة مواسم، فاز إبراهيموفيتش بأربع ألقاب متتالية في الدوري وثلاثة ألقاب من كأس الرابطة الفرنسية ولقبين من كأس فرنسا وكان هداف الدوري الفرنسي لثلاثة مواسم. تم اختياره ضمن تشكيلة فيفبرو لعام 2013. في أكتوبر 2015، أصبح هداف باريس سان جيرمان التاريخي، وأنهى مسيرته معهم بتسجيله 156 هدف في 180 مباراة رسمية. بعد فترة قصيرة قضاها مع مانشستر يونايتد، حيث فاز معهم بلقب الدوري الأوروبي ولقبيين محليين، انضم إبراهيموفيتش إلى لوس أنجلوس غلاكسي في عام 2018 حتى عام 2019، حيث تعاقد مع نادي إيه سي ميلان.
إبراهيموفيتش هو واحد من عشرة لاعبين شاركوا 100 مباراة أو أكثر مع المنتخب السويدي على مدار 15 من اللعب على المستوى الدولي. إنه هداف منتخب بلاده التاريخي برصيد 62 هدفاً. مثّل السويد في نهائيات كأس العالم لعامي 2002 و2006، بالإضافة إلى بطولات أمم أوروبا لأعوام 2004 و2008 و2012 و2016. حصل على جائزة أفضل لاعب سويدي 11 مرة «رقمٌ قياسي»، من ضمنها 10 مرات متتالية من عام 2007 إلى عام 2016.
مع أسلوبه في اللعب وإنهائه البهلواني تمت مقارنته بالمهاجم الهولندي السابق ماركو فان باستن، يُعتبر إبراهيموفيتش على نطاق واسع أحد أفضل المهاجمين في اللعبة وأحد أفضل لاعبي كرة القدم في جيله. فاز هدفه من البهلواني مع السويد ضد إنجلترا بجائزة بوشكاش لعام 2013 كأفضل هدف خلال العام. خارج الميدان، هو معروف بشخصيته القاسية وتعليقاته الصريحة، بالإضافة إلى إشاراته المتكررة نحو ذاته. في ديسمبر 2013، صُنِّف إبراهيموفيتش من قبل الغارديان كثالث أفضل لاعب في العالم، بعد ليونيل ميسي وكريستيانو رونالدو فقط. في ديسمبر 2014، اختارته الصحيفة السويدية داجنز نيهيتر كثاني أكبر رياضي سويدي عبر التاريخ، بعد لاعب التنس بيورن بورغ. واعتزل كرة القدم سنة 2023 بعد مسيرة دامت أكثر من 20 سنة.

## حياته ونشأته
ولد إبراهيموفيتش في مالمو، السويد في 3 أكتوبر 1981. ولد لأب بوسني مسلم هاجر إلى السويد في عام 1977 اسمه شفيق، وأم كرواتية كاثوليكية تدعى يوركا غرافيتش التي هاجرت هي الأخرى إلى السويد حيث تقابلا لأول مرة. ولد والده في بيه لينا (في البوسنة والهرسك الحالية)، وأمه في قرية بركوس في سكيبرنيا، في جمهورية يوغوسلافيا الاشتراكية الاتحادية (كرواتيا الحديثة).
ترعرع زلاتان، بجانب شقيقاته الثلاث وشقيقيه، في حي روزينبرغ في مالمو المعروف بكثرة السكان المهاجرين الذين يقطنونه. بعد تلقيه زوج من الأحذية الرياضية وهو في عمر السادسة، بدء زلاتان بالتنقل بين أندية الناشئين مثل نادي روزينغراد لكرة القدم وإف بي كي بلقان. صرح زلاتان في إحدى المقابلات، بأن فريقه ذات مرة، كان متأخراً بنتيجة 4–0 حتى نهاية الشوط الأول، فأدخله المدرب كبديل، ليسجل في تلك المباراة ثمانية اهداف بشكل لا يصدق. بالرغم من أن زلاتان كان أحد ركائز نادي مالمو خلال سنوات المراهقة الأولى، إلا انه كان على وشك الخروج من النادي في سن الخامسة عشر للعمل في ميناء مالمو، لكن المدرب اقنعه بالبقاء في النادي. أكمل إبراهيموفيتش سنوات المدرسة الاعدادية بنجاح عند الصف التاسع. بالرغم من قُبوله في مدرسة مالمو بورغاسكولا وعلاماته كانت أعلى من المعدل، إلا أنه ترك المدرسة الثانوية للتركيز على مسيرته الرياضية.

## مسيرته الكروية

### مالمو
لعب زلاتان ابراهيموفتش لنادي مالمو السويدي في دوري الدرجة الثانية في سن التاسع عشر، بعد أول موسم له مع الفريق وتسجيل 19 هدف والأداء الرائع، عرضت 3 نوادي شراء إبراهيموفيتش (أرسنال أياكس روما).
وقع إبراهيموفيتش عقده الأول مع مالمو في عام 1996، وانتقل إلى الفريق الأول في موسم 1999 من الدوري السويدي الممتاز. في ذلك الموسم، حل مالمو في المركز 13 في الدوري وهبط إلى الدرجة الثانية، لكنه عاد إلى دوري الدرجة الأولى في الموسم التالي. حاول أرسين فينجر دون جدوى إقناع إبراهيموفيتش بالانضمام إلى أرسنال، بينما أعرب ليو بينهاكر (المدير الفني لأياكس) عن اهتمامه باللاعب بعد مشاهدته في مباراة ودية ضد النادي النرويجي موس.

### أياكس
في 22 مارس 2001، تم الإعلان عن صفقة بين أياكس ومالمو بخصوص انتقال إبراهيموفيتش إلى أمستردام، وفي يوليو إنضم إبراهيموفيتش رسميا إلى أياكس مقابل 80 مليون كرونة سويدية (8.7 مليون يورو).
حصل إبراهيموفيتش على بعض الوقت في اللعب تحت إدارة كو أدريانسي، ولكن عندما تم إقالة أدريانسي في 29 نوفمبر 2001، أدرج المدرب الجديد رونالد كومان إبراهيموفيتش في التشكيلة الأساسية حيث فاز أياكس بلقب الدوري 2001–02.
في الموسم التالي، سجل إبراهيموفيتش هدفين في مباراة الفوز 2–1 على بطل فرنسا ليون في أول ظهور له بدوري أبطال أوروبا في 17 سبتمبر 2002. وسجل خمسة أهداف في دوري أبطال أوروبا بشكل عام حيث سقط أياكس أمام ميلان في دور الثمانية.
في موسمه الأخير مع أياكس، ارتفعت شخصية إبراهيموفيتش عندما سجل هدفاً ضد ناك بريدا في 22 أغسطس 2004 والذي فاز بالتصويت في النهاية ليكون «هدف العام» من قبل مشاهدي يوروسبورت.
في 18 أغسطس 2004، خلال مباراة دولية ضد هولندا، تسبب إبراهيموفيتش بإصابة زميله في أياكس رافاييل فان در فارت، ليتهم إبراهيموفيتش في وقت لاحق بالتسبب في إيذائه عن قصد. أدى ذلك إلى بيع إبراهيموفيتش المفاجئ إلى يوفنتوس في 31 أغسطس.

### يوفنتوس
انتقل إبراهيموفيتش من أياكس إلى يوفنتوس مقابل 16 مليون يورو. قرب نهاية موسمه الأول، يوفنتوس رفض عرض بقيمة 70 مليون يورو من ريال مدريد، والذي تبين فيما أنها دعاية عملها وكيل أعمال إبراهيموفيتش مينو رايولا من أجل زيادة قيمته السوقية. في 14 نوفمبر 2005، حصل على جائزة أفضل لاعب سويدي لهذا العام.
موسمه الثاني كان ضعيفا مقارنة بموسمه الأول. تغير دوره في هجوم يوفنتوس، حيث أصبح مهمته ليست التهديف بل التحرك أكثر على الخطوط الأطراف، حيث لعب دورًا كبيرًا في صناعة اللعب، وخصوصاً كونه لاعب مستهدف.
تم تجريد يوفنتوس من السكوديتيين الأخيرين كجزء من الحكم على فضيحة الكالتشيوبولي، وهبط اليوفي إلى دوري الدرجة الثانية. حاول الطاقم الجديد إقناع إبراهيموفيتش وغيره من اللاعبين البارزين بالبقاء مع يوفنتوس، لكن اللاعب ووكيله كانا مصرين على المغادرة، حيث هدد رايولا بإجراءات قانونية من أجل تخليص إبراهيموفيتش من عقده.

### إنتر ميلان

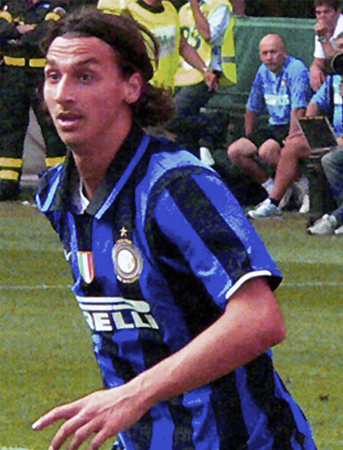
إبراهيموفيتش مع نادي إنتر عام 2007

في 10 أغسطس 2006، إنتقل إبراهيموفيتش بقيمة 24.8 مليون يورو إلى إنتر ميلان، حيث وقع عقداً لمدة أربع سنوات، قادماً من يوفنتوس إلى النيراتزوري. جاء ذلك بعد أيام قليلة فقط من إتمام صفقة لاعب خط الوسط باتريك فييرا البالغ من العمر 30 عامًا. وقال إبراهيموفيتش أنه مشجع للإنتر عندما كان صغيراً.

### برشلونة
ثم انتقل لنادي برشلونة بصفقه كانت تعد ثاني أغلى صفقة في تاريخ كرة القدم بعد كريستيانو رونالدو، حيث تم استبدال إبراهيموفيتش بصامويل إيتو لاعب برشلونة بالإضافة لثلاثين مليون يورو. ولكن بسبب الخلافات مع غوارديولا رحل إبراهيموفيتش عن برشلونة إلى نادي ميلان بعد موسم واحد فقط.

### ميلان
انتقل إبراهيموفيتش يوم 28 أغسطس 2010 إلى صفوفه نادي ميلان قادما من برشلونة الإسباني لمدة أربع سنوات بقيمة 24 مليون يورو.
وقد سجل في موسمه الأول مع ميلان 21 هدف، وفي الموسم الثاني سجل 35 هدف ليكون هداف الدوري الإيطالي لموسم 2011–12 وثالث هداف في تاريخ النادي.

### باريس سان جيرمان

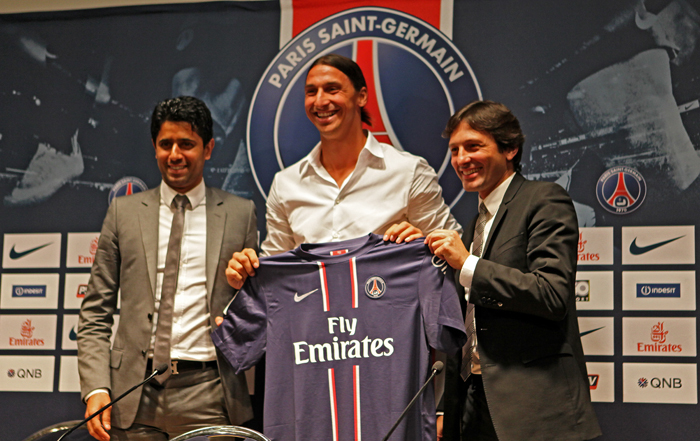
لحظة انضمامه إلى نادي باريس سان جيرمان وبجانبه رئيس النادي ناصر الخليفي (يسار) والمدير الرياضي ليوناردو (يمين)

يوم 17 يوليو 2012، أعلن فريق باريس سان جيرمان التوصل لاتفاق مع ميلان بشان انتقال إبراهيموفيتش لصفوفه.

### مانشستر يونايتد
في 1 يوليو 2016 أعلن مانشستر يونايتد عبر موقعه الرسمي تعاقده مع إبراهيموفيتش في صفقة انتقال حر، بعد يوم واحد من إعلان اللاعب انتقاله عبر حسابيه على موقعي إنستقرام و‌تويتر.
في 31 يوليو 2016 شارك في أول مباراة مع النادي ضد غلطة سراي التركي، مسجلاً هدفاً بعد 4 دقائق فقط من انطلاق المباراة.
يوم 7 أغسطس، سجل زلاتان هدف الفوز لمانشستر يونايتد في مباراة درع الاتحاد الإنجليزي 2016 التي جمعته بنادي ليستر سيتي والتي انتهت بنتيجة 2–1. جاء هدفه في الدقيقة الثالثة والثمانين من رأسية على يسار الحارس الدنماركي كاسبر شمايكل. يوم 14 أغسطس، سجل زلاتان أول هدف له في الدوري الإنجليزي الممتاز في أولى مباريات مانشستر يونايتد ضد نادي بورنماوث في مباراةٍ انتهت بفوز الشياطين الحمر بنتيجة 3–1.

### لوس أنجلوس غلاكسي
في 23 مارس 2018، وقع إبراهيموفيتش مع لوس أنجلوس غلاكسي. شارك لأول مرة في 31 مارس كبديل ضد لوس أنجلوس في ديربي لوس أنجلوس، حيث سجل هدفين، الهدف الأول على بعد 45 ياردة من تسديدة نصف هوائية والثاني من ضربة رأس في الوقت بدل الضائع ليحقق الفوز لغالاكسي بالمباراة بنتيجة 4–3. بعد أداءه الرائع قال إبراهيموفيتش: «سمعت الجمهور يقولون: نريد زلاتان، نريد زلاتان، لذا أعطيتهم زلاتان». سجل ثاني ثنائية له في مباراة الهزيمة 3–2 أمام دالاس في 30 مايو. سجل إبراهيموفيتش هدفاً كان هدفه الثاني عشر في الدوري حتى ذلك الوقت ليساعد فريقه على هزيمة فيلادلفيا يونيون بنتيجة 3–1 في 22 يوليو. سجل أول هاتريك له في الدوري الأمريكي في الأسبوع التالي في مباراة الفوز 4–3 على أورلاندو سيتي، سجل أهدافه الثلاثة في غضون 24 دقيقة في الشوط الثاني مما ساعد غلاكسي على قلب تأخره 2–1 إلى فوز. في 15 سبتمبر، سجل إبراهيموفيتش هدفه رقم 500 في مسيرته الاحترافية مع النادي والمنتخب بتسديدة بهلوانية في مباراة الهزيمة 5–3 ضد تورونتو.

### عودته لميلان
في 27 ديسمبر 2019، عاد إبراهيموفيتش إلى ميلان في صفقة انتقال مجاني بعقد مدته ستة أشهر حتى نهاية الموسم، مع خيار تمديد عقده حتى نهاية موسم 2020–21، وفقًا لشروط معينة. شارك لأول مرة منذ عودته إلى النادي في 6 يناير 2020، ودخل كبديل في مباراة التعادل 0–0 على أرضه ضد سامبدوريا في الدوري، على ملعب سان سيرو. سجل إبراهيموفيتش هدفه الأول لميلان بعد عودته في 11 يناير، في الفوز 2–0 خارج الأرض ضد كالياري. هذا الهدف التاريخي جعله يسجل في كل من العقود الأربعة الماضية (التسعينيات، العقد الأول، والعقد الثاني، والعقد الثالث من القرن الحادي والعشرين). في 9 فبراير صنع هدفًا ثم سجل هدفًا آخر لميلان في مباراة الخسارة 4–2 ضد غريمه إنتر ميلان في ملعب سان سيرو في ميلانو. ونتيجة لذلك، أصبح أكبر لاعب يسجل في ديربي ميلانو، بعمر 38 عامًا و129 يومًا، محطمًا الرقم القياسي السابق الذي سجله مواطنه نيلس ليدهولم في مباراة الفوز 2–1 على إنتر في 26 مارس 1961، حينما كان يبلغ من العمر 38 عامًا و43 يومًا.
لعب مباراته رقم 100 مع النادي في 15 يوليو، في الفوز 3–1 على أرضه ضد بارما، في الدوري.
أصبح أول لاعب يسجل 50 هدفًا في دوري الدرجة الأولى الإيطالي لكلا ناديي ميلان (ميلان وإنتر) في 29 يوليو 2020، بتسجيله لثنائية في الفوز على سامبدوريا. في 1 أغسطس 2020، سجل إبراهيموفيتش هدفًا واحدًا في الفوز 3–0 على كالياري، ليصبح أكبر لاعب، بعمر 38 عامًا و302 يومًا، يسجل ما لا يقل عن عشرة أهداف في موسم واحد في الدوري الإيطالي، منذ سيلفيو بيولا مع نوفارا في الخمسينيات. في 31 أغسطس 2020، مدد إبراهيموفيتش عقده حتى صيف عام 2021.
في 17 سبتمبر 2020، سجل إبراهيموفيتش الهدف الأول له مع ميلان في موسم 2020–21 في مباراة الفوز 2–0 خارج أرضه أمام شامروك روفرز في تصفيات الدوري الأوروبي 2020–21. بعد أربعة أيام، سجل ثنائية في المباراة الافتتاحية لميلان في الدوري، في مباراة الفوز 2–0 على أرضه أمام بولونيا. بعد أن غاب عن ثلاث مباريات بسبب إصابة بمرض فيروس كورونا، عاد في ديربي ميلانو في 17 أكتوبر، وسجل هدفين في ثلاث دقائق ليضمن الفوز 2–1 لفريقه. في 26 أكتوبر، سجل ثنائيته الثالثة على التوالي في الدوري في مباراة التعادل 3–3 على أرضه أمام روما. في 22 نوفمبر، سجل ثنائية أخرى في الفوز 3–1 خارج أرضه أمام نابولي، والذي كان أيضًا تسجيله هدف واحد على الأقل في آخر ثماني مباريات في الدوري.
في تاريخ 4 يونيو 2023 أعلن زلاتان إبراهيموفيتش اعتزاله كرة القدم مع نهاية الدوري الإيطالي في مباراة ختامية جمعت بين الميلان وهيلاس فيرونا.

## مسيرته الدولية
لعب زلاتان مع منتخب السويد في كأسي العالم 2002 و2006 وغاب هو ومنتخب بلاده عن 2010 و2014. كما شارك في بطولة أمم أوروبا 2004 و2008 حيث سجل هدفاً جميلاً وقاتلاً بالكعب في مرمى منتخب إيطاليا، ولعب أيضاً في بطولة أمم أوروبا 2012 وسجل هدفين أمام المنتخبين الأوكراني والفرنسي على الترتيب ويعد الهدف الذي سجله على فرنسا من أجمل أهداف البطولة وبعد خروج منتخب بلاده من بطولة أمم أوروبا 2016 بفرنسا.

## حياته الشخصية

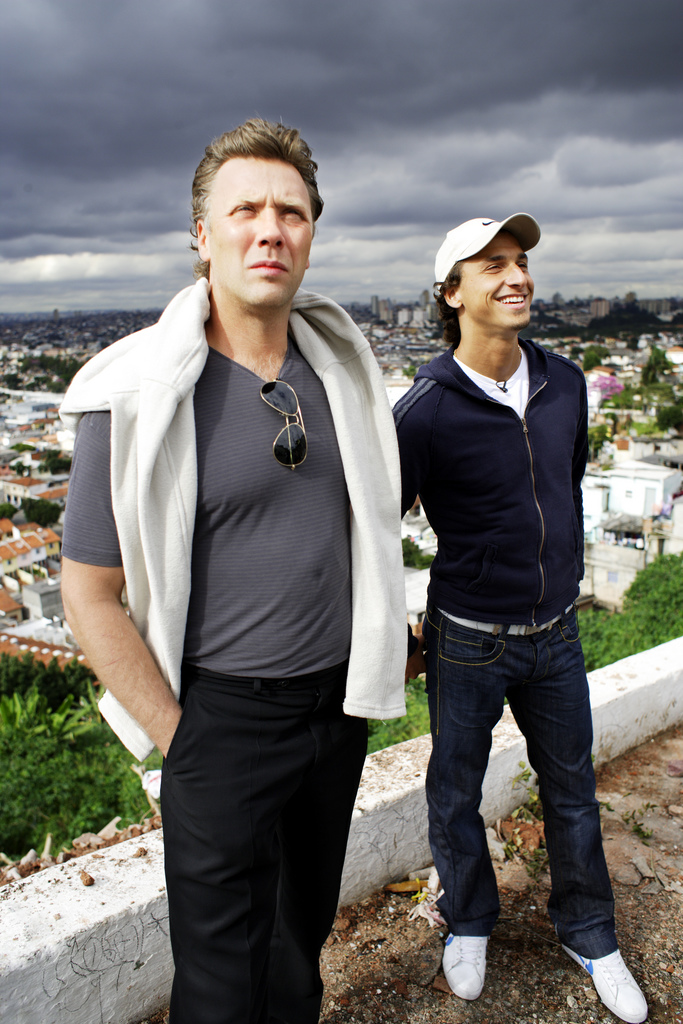
زلاتان وبربرانت منظمة الأمم المتحدة للطفولة يونسيف

إبراهيموفيتش متزوج من هيلينا سيغار، وانجبا طفلين ماكسيميليان في 2006 وفنسينت في 2008. يقيم إبراهيموفيتش حالياً في مدينة ميلانو، ولكنه يذهب إلى مالمو سنوياً في العطلة الصيفية. تلقى إبراهيموفيتش الحزام الأسود الشرفي في التايكوندو؛ شارك في أحد نوادي التايكوندو في مالمو في صغره. يتحدث إبراهيموفيتش عدة لغات بطلاقة وهي: السويدية، البوسنية، الإنجليزية، الإسبانية، والإيطالية. في مقابلة في فبراير 2011 مع يوروسبورت
أكد زلاتان بأن محمد علي كلاي هو أحد الأشخاص الذين يقتدي بهم قائلاً: «هو أحد الأشخاص الذين أقتدي بهم، أحد قدواتي في عالم الرياضة وخارجه... أنه يؤمن بمبادئه ولا يتنازل عنهم ابداً.» ذكر إبراهيموفيتش أنه روماني كاثوليكي، ويصف نفسه بأنه «كاثوليكي مخلص للغاية».

## الإحصائيات

### النادي
| النادي            | الموسم   | الدوري           | الدوري   | الدوري | الكأس المحلي | الكأس المحلي | كأس السوبر | كأس السوبر | أوروبا1 | أوروبا1 | أُخرى2   | أُخرى2 | المجموع | المجموع |     |
| النادي            | الموسم   | الدوري           | مباريات  | أهداف  | مباريات      | أهداف        | مباريات    | أهداف      | مباريات | أهداف   | مباريات | أهداف | مباريات | أهداف   |     |
| ----------------- | -------- | ---------------- | -------- | ------ | ------------ | ------------ | ---------- | ---------- | ------- | ------- | ------- | ----- | ------- | ------- | --- |
| مالمو             | 1999     | الدوري السويدي   | 6        | 1      | —            | —            | —          | —          | —       | —       | —       | —     | 6       | 1       |     |
| مالمو             | 2000     | الدوري السويدي   | 26       | 12     | 3            | 2            | —          | —          | —       | —       | —       | —     | 29      | 14      |     |
| مالمو             | 2001     | الدوري السويدي   | 8        | 3      | 4            | 0            | —          | —          | —       | —       | —       | —     | 12      | 3       |     |
| مالمو             | المجموع  | المجموع          | 40       | 16     | 7            | 2            | —          | —          | —       | —       | —       | —     | 47      | 18      |     |
| أياكس             | 2001–02  | الدوري الهولندي  | 24       | 6      | 3            | 1            | —          | —          | 6       | 2       | —       | —     | 33      | 9       |     |
| أياكس             | 2002–03  | الدوري الهولندي  | 25       | 13     | 3            | 3            | —          | —          | 13      | 5       | 1       | 0     | 42      | 21      |     |
| أياكس             | 2003–04  | الدوري الهولندي  | 22       | 13     | 1            | 0            | —          | —          | 8       | 2       | —       | —     | 31      | 15      |     |
| أياكس             | 2004–05  | الدوري الهولندي  | 3        | 3      | —            | —            | —          | —          | —       | —       | 1       | 0     | 4       | 3       |     |
| أياكس             | المجموع  | المجموع          | 74       | 35     | 7            | 4            | —          | —          | 27      | 9       | 2       | 0     | 110     | 48      |     |
| يوفنتوس           | 2004–05  | الدوري الإيطالي  | 35       | 16     | 0            | 0            | —          | —          | 10      | 0       | —       | —     | 45      | 16      |     |
| يوفنتوس           | 2005–06  | الدوري الإيطالي  | 35       | 7      | 2            | 0            | —          | —          | 9       | 3       | 1       | 0     | 47      | 10      |     |
| يوفنتوس           | المجموع  | المجموع          | 70       | 23     | 2            | 0            | —          | —          | 19      | 3       | 1       | 0     | 92      | 26      |     |
| إنتر ميلان        | 2006–07  | الدوري الإيطالي  | 27       | 15     | 1            | 0            | —          | —          | 7       | 0       | 1       | 0     | 36      | 15      |     |
| إنتر ميلان        | 2007–08  | الدوري الإيطالي  | 26       | 17     | 0            | 0            | —          | —          | 7       | 5       | 1       | 0     | 34      | 22      |     |
| إنتر ميلان        | 2008–09  | الدوري الإيطالي  | 35       | 25     | 3            | 3            | —          | —          | 8       | 1       | 1       | 0     | 47      | 29      |     |
| إنتر ميلان        | المجموع  | المجموع          | 88       | 57     | 4            | 3            | —          | —          | 22      | 6       | 3       | 0     | 117     | 66      |     |
| برشلونة           | 2009–10  | الدوري الإسباني  | 29       | 16     | 2            | 1            | —          | —          | 10      | 4       | 4       | 0     | 45      | 21      |     |
| برشلونة           | 2010–11  | الدوري الإسباني  | —        | —      | —            | —            | —          | —          | —       | —       | 1       | 1     | 1       | 1       |     |
| برشلونة           | المجموع  | المجموع          | 29       | 16     | 2            | 1            | —          | —          | 10      | 4       | 5       | 1     | 46      | 22      |     |
| ميلان             | 2010–11  | الدوري الإيطالي  | 29       | 14     | 4            | 3            | —          | —          | 8       | 4       | —       | —     | 41      | 21      |     |
| ميلان             | 2011–12  | الدوري الإيطالي  | 32       | 28     | 3            | 1            | —          | —          | 8       | 5       | 1       | 1     | 44      | 35      |     |
| ميلان             | المجموع  | المجموع          | 61       | 42     | 7            | 4            | —          | —          | 16      | 9       | 1       | 1     | 85      | 56      |     |
| باريس سان جيرمان  | 2012–13  | الدوري الفرنسي   | 34       | 30     | 2            | 2            | 1          | 0          | 9       | 3       | —       | —     | 46      | 35      |     |
| باريس سان جيرمان  | 2013–14  | الدوري الفرنسي   | 33       | 26     | 2            | 3            | 2          | 2          | 8       | 10      | 1       | 0     | 46      | 41      |     |
| باريس سان جيرمان  | 2014–15  | الدوري الفرنسي   | 24       | 19     | 3            | 4            | 3          | 3          | 6       | 2       | 1       | 2     | 37      | 30      |     |
| باريس سان جيرمان  | 2015–16  | الدوري الفرنسي   | 31       | 38     | 6            | 7            | 3          | 0          | 10      | 5       | 1       | 0     | 51      | 50      |     |
| باريس سان جيرمان  | المجموع  | المجموع          | 122      | 113    | 13           | 16           | 9          | 5          | 33      | 20      | 3       | 2     | 180     | 156     |     |
| مانشستر يونايتد   | 2016–17  | الدوري الإنجليزي | 28       | 17     | 1            | 1            | 5          | 4          | 11      | 5       | 1       | 1     | 46      | 28      |     |
| مانشستر يونايتد   | 2017–18  | الدوري الإنجليزي | 5        | 0      | 0            | 0            | 1          | 1          | 1       | 0       | —       | —     | 7       | 1       |     |
| مانشستر يونايتد   | المجموع  | المجموع          | 33       | 17     | 1            | 1            | 6          | 5          | 12      | 5       | 1       | 1     | 53      | 29      |     |
| لوس أنجلوس غلاكسي | 2018     | الدوري الأمريكي  | 27       | 22     | 0            | 0            | —          | —          | —       | —       | —       | —     | 27      | 22      |     |
| لوس أنجلوس غلاكسي | 2019     | الدوري الأمريكي  | 29       | 30     | 0            | 0            | —          | —          | —       | —       | 2       | 1     | 31      | 31      |     |
| لوس أنجلوس غلاكسي | المجموع  | المجموع          | 56       | 52     | 0            | 0            | —          | —          | —       | —       | 2       | 1     | 58      | 53      |     |
| ميلان             | 2019–20  | الدوري الإيطالي  | 18       | 10     | 2            | 1            | —          | —          | —       | —       | —       | —     | 20      | 11      |     |
| ميلان             | 2020–21  | الدوري الإيطالي  | 19       | 15     | 2            | 1            | —          | —          | 6       | 1       | —       | —     | 27      | 17      |     |
| ميلان             | 2021–22  | الدوري الإيطالي  | 23       | 8      | 0            | 0            | —          | —          | 4       | 0       | —       | —     | 27      | 8       |     |
| ميلان             | 2022–23  | الدوري الإيطالي  | 4        | 1      | 0            | 0            | —          | —          | —       | —       | —       | —     | 4       | 1       |     |
| ميلان             | المجموع  | المجموع          | 64       | 34     | 4            | 2            | —          | —          | 10      | 1       | —       | —     | 78      | 37      |     |
| ميلان             | الإجمالي | الإجمالي         | الإجمالي | 637    | 405          | 47           | 33         | 17         | 11      | 149     | 57      | 16    | 5       | 866     | 511 |

|-
|22–23
|
|
|
|
|
|
|
|
|
|
|
|
|
|-
|
|
|
|
|
|
|
|
|
|
|
|
|
|
|-
! colspan="2" |المجموع
!38
!26
!4
!2
!0
!0
!6
!1
!0
!0
!48
!29
|-
! colspan="3" |الإجمالي
!611
!397
!47
!33
!15
!10
!145
!57
!18
!6
!836
!503
|}
1 تشمل مباريات دوري أبطال أوروبا ودوري أوروبا.
2 تشمل مباريات درع يوهان كرويف، كأس السوبر الإيطالي، كأس السوبر الإسباني، كأس الأبطال الفرنسي، كأس السوبر الأوروبي لكرة القدم وكأس العالم لأندية كرة القدم.

### المنتخب

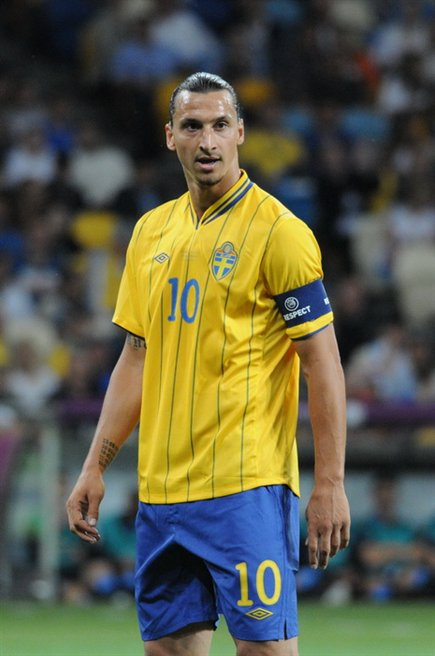
إبراهيموفيتش مع المنتخب السويدي في بطولة أمم أوروبا 2012

| المنتخب الوطني | العام   | الظهور | الأهداف |
| -------------- | ------- | ------ | ------- |
| السويد         | 2001    | 5      | 1       |
| السويد         | 2002    | 10     | 2       |
| السويد         | 2003    | 4      | 3       |
| السويد         | 2004    | 12     | 8       |
| السويد         | 2005    | 5      | 4       |
| السويد         | 2006    | 6      | 0       |
| السويد         | 2007    | 7      | 0       |
| السويد         | 2008    | 7      | 2       |
| السويد         | 2009    | 6      | 2       |
| السويد         | 2010    | 4      | 3       |
| السويد         | 2011    | 8      | 3       |
| السويد         | 2012    | 11     | 11      |
| السويد         | 2013    | 11     | 9       |
| السويد         | 2014    | 5      | 3       |
| السويد         | 2015    | 10     | 11      |
| السويد         | 2016    | 5      | 0       |
| السويد         | 2021    | 2      | 0       |
| المجموع        | المجموع | 118    | 62      |

## الإنجازات

### النادي
أياكس
- الدوري الهولندي: 2001–02، 2003–04
- كأس هولندا: 2001–02
- درع يوهان كرويف: 2002

 يوفنتوس
- الدوري الإيطالي: 2004–05، 2005–06 (تم سحب كلاهما بسبب فضيحة الكالتشيوبولي)

 إنتر ميلان
- الدوري الإيطالي: 2006–07، 2007–08، 2008–09
- كأس السوبر الإيطالي: 2006، 2008

 برشلونة
- الدوري الإسباني: 2009–10
- كأس السوبر الإسباني: 2009، 2010
- كأس السوبر الأوروبي: 2009
- كأس العالم للأندية: 2009

 ميلان
- الدوري الإيطالي: 2010–11، 2021–22
- كأس السوبر الإيطالي: 2011

 باريس سان جيرمان
- الدوري الفرنسي: 2012–13، 2013–14، 2014–15، 2015–16
- كأس الأبطال الفرنسي: 2013، 2014، 2015
- كأس الرابطة الفرنسية: 2013–14، 2014–15، 2015–16
- كأس فرنسا: 2014–15، 2015–16

 مانشستر يونايتد
- كأس رابطة الأندية الإنجليزية المحترفة: 2016–17
- درع الاتحاد الإنجليزي: 2016
- الدوري الأوروبي: 2016–17

### الفردية
- جائزة الكرة الذهبية المركز الرابع: 2013
- جائزة القدم الذهبية: 2012
- جائزة بوشكاش: 2013
- فيفبرو: 2013
- فريق النجوم في بطولة أمم أوروبا: 2012
- رجل المباراة في بطولة أمم أوروبا 2004: ضد اليونان
- رجل المباراة في بطولة أمم أوروبا 2008: ضد إيطاليا
- رجل المباراة في بطولة أمم أوروبا 2012: ضد فرنسا
- جائزة اليويفا لأفضل فريق: 2007،[79] 2009،[80] 2013،[81] 2014[82]
- أفضل صانع أهداف دوري أبطال أوروبا: 13–2012
- تشكيلة الموسم من المجلات الرياضية الأوروبية: 2006–07، 2007–08، 2012–13، 2013–14[83]
- أفضل لاعب في الدوري الفرنسي: 2012–13، 2013–14، 2015–16
- تشكيلة الموسم في الدوري الفرنسي: 2012–13، 2013–14، 2014–15، 2015–16
- هداف الدوري الفرنسي: 2012–13، 2013–14، 2015–16
- هداف الدوري الإيطالي: 2009، 2012
- هدف العام في الدوري الإيطالي: 2008[84]
- هدف العام في الدوري الفرنسي: 2014[85]
- أفضل لاعب أجنبي في الدوري الإيطالي: 2004–05، 2007–08، 2008–09، 2010–11
- أفضل لاعب في الدوري الإيطالي: 2007–08، 2008–09، 2010–11
- رجل المباراة في كأس السوبر الإيطالي: 2011
- لاعب الشهر في الدوري الإيطالي: 2012، أكتوبر 2020[86]
- لاعب الشهر في الدوري الفرنسي: سبتمبر 2012، يناير 2014، فبراير 2014، مارس 2014، نوفمبر 2015
- جائزة أفضل لاعب سويدي: 2005، 2007، 2008، 2009، 2010، 2011، 2012، 2013، 2014، 2015، 2016[87]
- جائزة أفضل مهاجم سويدي: 2005، 2007، 2008، 2009، 2010، 2011، 2012، 2013، 2014، 2015، 2016، 2017، 2018، 2019[88]
- شخصية العام الرياضية في السويد: 2007
- جائزة أفضل رياضي سويدي: 2007، 2010

## الملاحظات
1. ↑  داني ألفيس فاز بـ 38 بطولة في مسيرته،[5] أندريس إنييستا فاز بـ 35 جائزة في مسيرته (32 مع برشلونة[6] وثلاثة مع إسبانيا).

## وصلات خارجية
- زلاتان إبراهيموفيتش على موقع IMDb (الإنجليزية)
- زلاتان إبراهيموفيتش على موقع روتن توميتوز (الإنجليزية)
- زلاتان إبراهيموفيتش على موقع ألو سيني (الفرنسية)
- زلاتان إبراهيموفيتش على موقع ميوزك برينز (الإنجليزية)
- زلاتان إبراهيموفيتش على موقع إن إن دي بي (الإنجليزية)
- زلاتان إبراهيموفيتش على موقع ديسكوغز (الإنجليزية)
- زلاتان إبراهيموفيتش على موقع قاعدة بيانات الفيلم (الإنجليزية)
- زلاتان إبراهيموفيتش على موقع كينوبويسك (الروسية)

- زلاتان إبراهيموفيتش على موقع الاتحاد الدولي (مؤرشف)  (الإنجليزية)
- زلاتان إبراهيموفيتش على موقع الاتحاد الأوربي (الإنجليزية)
- زلاتان إبراهيموفيتش على موقع اتحاد السويد (السويدية)
- زلاتان إبراهيموفيتش على موقع رابطة كرة القدم الفرنسية للمحترفين (الإنجليزية)
- زلاتان إبراهيموفيتش على موقع الدوري الأمريكي (الإنجليزية)
- زلاتان إبراهيموفيتش على موقع إي إس بي إن إف سي (الإنجليزية)
- زلاتان إبراهيموفيتش على موقع قاعدة بيانات كرة القدم.إي يو (الإنجليزية)
- زلاتان إبراهيموفيتش على موقع بيانات كرة القدم. دي إي (الألمانية)
- زلاتان إبراهيموفيتش على موقع ليكيب (الفرنسية)
- زلاتان إبراهيموفيتش على موقع ناشيونال فوتبول تيمز (الإنجليزية)